# 루이스 E. 브루스

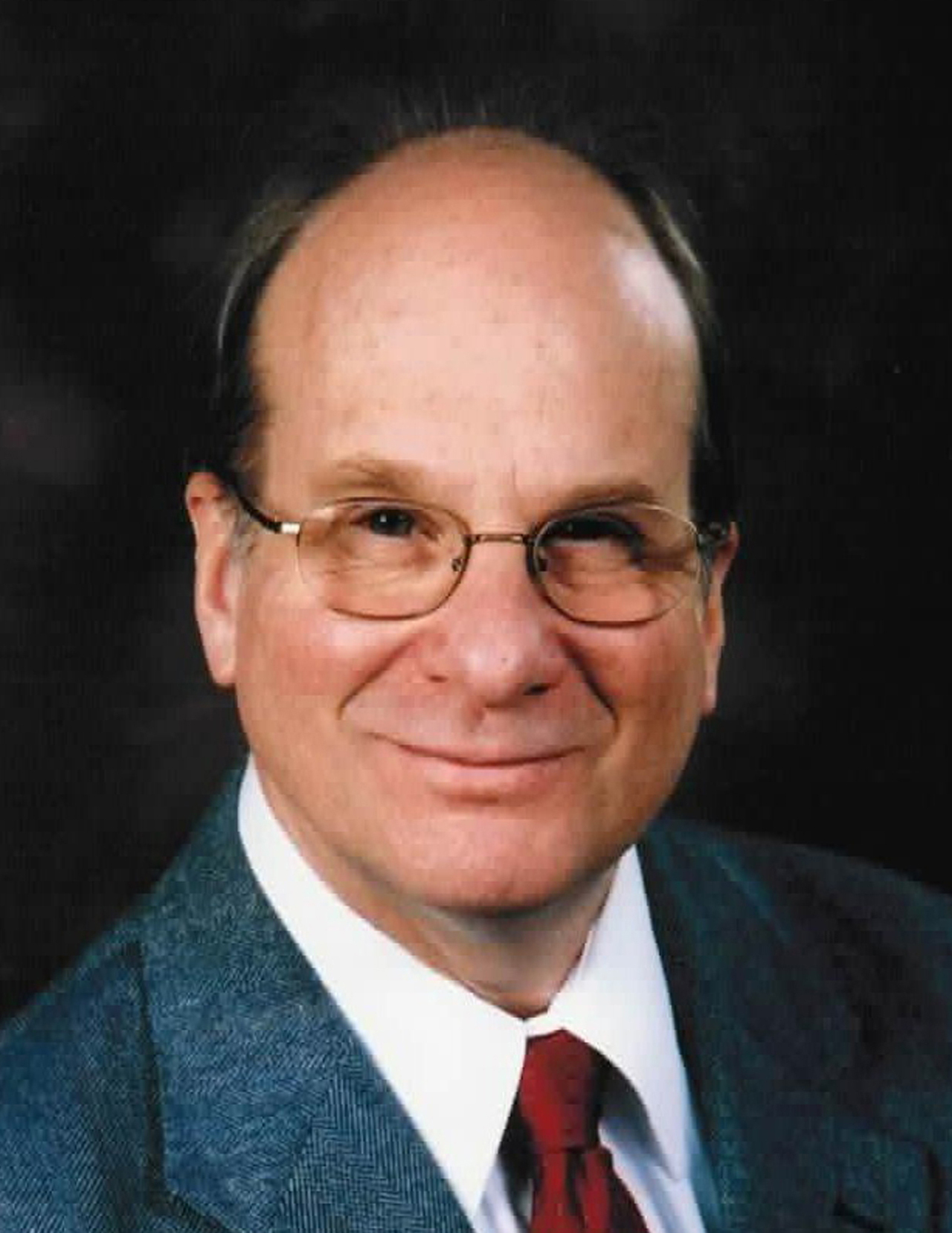
2008년 모습

루이스 E. 브루스(Louis E. Brus, 루이스 유진 브루스, Louis Eugene Brus, 1943년 8월 10일 ~ )는 컬럼비아 대학교의 S. L. 미첼 화학 교수이다. 그는 퀀텀닷으로 알려진 콜로이드 반도체 나노결정의 공동 발견자이다. 2023년에 그는 노벨 화학상을 수상했다.

## 어린 시절과 교육
루이스 유진 브루스는 1943년 미국 오하이오주 클리블랜드에서 태어났다. 캔자스주 롤랜드 파크의 고등학교 시절 그는 화학과 물리학에 관심을 갖게 되었다.
그는 1961년 NROTC(해군 예비군 장교 훈련단) 대학 장학금을 받고 라이스 대학교에 입학했으며, 이로 인해 해상 NROTC 활동에 미드십맨으로 참여해야 했다. 그는 1965년에 졸업하고 박사 학위를 받기 위해 컬럼비아 대학교로 옮겼다. 그의 논문을 위해 그는 리처드 베르손의 감독하에 요오드화 나트륨 증기의 광분해에 대해 연구했다.
1969년 박사 학위를 취득한 후 브루스는 중위로 해군에 복귀하여 워싱턴 D.C.에 있는 미국 해군 연구소에서 린밍창과 협력하여 과학 참모 장교로 복무했다.
베르손의 추천에 따라 브루스는 해군을 영구적으로 떠나 1973년 AT&T 벨 연구소에 입사하여 퀀텀닷 발견으로 이어지는 작업을 수행했다. 1996년 브루스는 벨 연구소를 떠나 컬럼비아 대학교의 화학과 교수진에 합류했다.

## 연구
브루스는 퀀텀닷 연구 및 개발의 주축이 되는 인물이다. 퀀텀닷은 나노 크기의 작은 반도체 결정으로 독특한 광학적, 전자적 특성을 제공한다. 브루스는 이를 처음으로 관찰한 사람은 아니지만 1982년에 독립적으로 용액에서 이를 합성한 최초의 사람이었다. 당시 그는 태양 에너지에 적용할 수 있는 반도체 입자를 연구하고 있었다. 브루스는 퀀텀닷의 거동을 이해하기 위한 이론적 틀을 제공했다. 그는 현재 브루스 방정식으로 알려진 반도체의 입자 크기와 반도체가 방출하는 빛의 파장 사이의 연관성을 확인했다.